# イタリア音楽産業協会
イタリア音楽産業協会（イタリアおんがくさんぎょうきょうかい、伊: Federazione Industria Musicale Italiana、FIMI）は、イタリアの音楽産業のあらゆる側面を事実上カバーする統率団体。これは1992年に、メジャーなレーベルが既存の団体 Associazione Fonografici Italiani (AFI) を離脱して設立された。その後の何年かで、イタリアの殆どのレーベルも AFI を離脱して新しいこの団体へ移った。2011年時点で、FIMI は音楽産業に関わる2,500の会社が参加している。
FIMI は IFPI（国際レコード・ビデオ製作者連盟）とコンフィンドゥストリア（イタリアの業界団体）に加盟している。その主な目的は、イタリアのレコード産業の権益を守ることである。
1995年3月の発足以来、FIMI はイタリアの公式アルバム・チャートを提供している。1997年1月、FIMI はイタリアの公式シングル・チャートの提供も始めた。イタリアでCDシングルの売上が落ち込んだため、FIMI は2008年1月1日より、物理媒体のシングルチャートを廃止して、インターネットおよびモバイル端末への合法的なダウンロード数に基づいたデジタル・ダウンロード・チャートを代わりに開始した。
2011年7月、Enzo Mazza が FIMI の会長となった。

## チャート

### FIMI Albums Chart
1994年9月、FIMI 会長の Caccia Dominioni は自分たちで新しくアルバム・チャートを始めるつもりだと初めて表明した。既存のアルバム・チャートは集計方法に信頼性が欠けているため、それらの代替となるものを目指すというものだった 。
FIMI は1995年3月に初のアルバム・チャートを作成した。1995年3月7日に発表されたこのチャートは、2月23日から3月3日までの売上に基づいていた。この期間は、イタリアで最も重要な音楽イベントであるサンレモ音楽祭（第45回）の出場者らがリリースしたアルバムの、最初の週の売上を表すよう設定された。初のチャート1位は、ブルース・スプリングスティーンのベストアルバム『Greatest Hits』だった。
1995年から2009年の間、FIMI Albums Chart はニールセンが提供するデータに基づいていた。2010年1月からは、GfK イタリア法人からデータの提供を受けて作られている。FIMI 会長の Enzo Mazza はこの変更について「1995年から続いていたニールセンとの長いパートナーシップには満足しているが、市場の大きな変革と進歩という時を迎えて、ニールセンの提供するサービスはもはや十分なものでないと考えた」と述べた。
1995年には、チャートは130の小売業者からデジタル形式で提供されたデータに基づいていた。対象の小売業者の数は後に増やされ、2011年の時点では3400の小売業者が月曜日から日曜日の間に売り上げた品数に基づいてチャートは作られている。2011年10月14日からは、FIMI Albums Chart はダウンロード販売も加味するようになった。

### FIMI Compilations Chart
1995年3月、FIMI Albums Chart と共に、FIMI はコンピレーション・チャートも始めた。これは複数のアーティストによるアルバムの売上ランキングである。これらのアルバムは FIMI Albums Chart には含まれない。初のチャート1位は、RTI Music がリリースした『Sanremo '95』で、これは第45回サンレモ音楽祭で演奏された歌を収めたアルバムだった。

### FIMI Singles Chart
1997年1月、FIMI は公式シングル・チャートも始めた。初のチャート1位は、デペッシュ・モードの「Barrel of a Gun」だった。これはニールセンが集計し、イタリアでの物理媒体でのシングル売上を反映したものだったが、2008年1月1日にこれはダウンロードでの売上を反映した「Top Digital Download」に置き換わった。物理媒体での最後のチャート1位は、Vasco Rossi の「The Singles Collection」だった。

### FIMI DVD Chart
イタリアの DVDチャートは2003年10月に FIMI が始めた。最初のチャートは上位10タイトルだけが発表され、その1位はスティングの「Inside the Songs of Sacred」だった。2011年7月の時点で、チャートは音楽DVDの売上の上位20位が発表され、集計はエーシーニールセンが行っている。

### Top Digital Download
2006年4月10日、FIMI はイタリアでダウンロード販売されたシングルのチャートの発表を始めた。これは10のオンラインストアから提供されたデータに基づいて、 Nielsen SoundScan が集計したチャートである。。初のチャート1位は、ジャンナ・ナンニーニの「Sei nell'anima」だった。
イタリアでCDシングルの販売が廃れたのを受け、2008年1月1日に Top Digital Download は、物理媒体での売上チャートに代わり、イタリアの公式シングル・チャートになった。

## 売上認定
ゴールドディスク等の認定枚数は、楽曲がイタリア国内・国外いずれのものであっても共通である。

### アルバム
| 期間                          | ゴールド | プラチナ | ダイアモンド |
| ----------------------------- | -------- | -------- | ------------ |
| - 2004年12月31日              | 50,000   | 100,000  | 500,000      |
| 2005年1月1日 - 2007年12月31日 | 40,000   | 80,000   | 400,000      |
| 2008年1月1日 - 2009年末       | 35,000   | 70,000   | 350,000      |
| 2009年末 - 2011年12月31日     | 30,000   | 60,000   | 300,000      |
| 2012年1月1日 -                | 30,000   | 60,000   | 600,000      |

註：マルチ・プラチナは、120,000枚〜300,000枚を売り上げたアルバムを指す。

### シングル
シングルの認定は1999年に始まった。
| 期間                          | ゴールド | プラチナ |
| ----------------------------- | -------- | -------- |
| 1999年3月 - 2004年12月31日    | 25,000   | 50,000   |
| 2005年1月1日 - 2008年12月31日 | 10,000   | 20,000   |
| 2009年1月1日 -                | 15,000   | 30,000   |

註：マルチ・プラチナは、CD・ダウンロードを問わず、60,000 以上を売り上げたシングルを指す。

### 音楽 DVD
| 期間                          | ゴールド | プラチナ |
| ----------------------------- | -------- | -------- |
| 2005年1月1日 - 2008年12月31日 | 15,000   | 30,000   |